# بيشو (جنوب إفريقيا)
بيشو (بالإنجليزية: Bhisho)‏ وهي عاصمة محافظة كيب الشرقية في جنوب أفريقيا وقد كانت عاصمة لدولة سيسكي التي أنشئها الخوسا السود والتي إنفصلت عن جنوب أفريقيا وثُم عادت إلى سيادتها بعد زوال نظام التمييز العنصري في جنوب أفريقيا وتقع هذه المدينة بالقرب من إيست لندن ويبلغ عدد سكانها 11,192 نسمة ومساحتها 8.08 كلم مربع.

## المناخ
يظهر الجدول التالي التغييرات المناخية على مدار السنة لبيشو:
| البيانات المناخية لـبيشو          | البيانات المناخية لـبيشو | البيانات المناخية لـبيشو | البيانات المناخية لـبيشو | البيانات المناخية لـبيشو | البيانات المناخية لـبيشو | البيانات المناخية لـبيشو | البيانات المناخية لـبيشو | البيانات المناخية لـبيشو | البيانات المناخية لـبيشو | البيانات المناخية لـبيشو | البيانات المناخية لـبيشو | البيانات المناخية لـبيشو | البيانات المناخية لـبيشو |
| الشهر                             | يناير                    | فبراير                   | مارس                     | أبريل                    | مايو                     | يونيو                    | يوليو                    | أغسطس                    | سبتمبر                   | أكتوبر                   | نوفمبر                   | ديسمبر                   | المعدل السنوي            |
| --------------------------------- | ------------------------ | ------------------------ | ------------------------ | ------------------------ | ------------------------ | ------------------------ | ------------------------ | ------------------------ | ------------------------ | ------------------------ | ------------------------ | ------------------------ | ------------------------ |
| متوسط درجة الحرارة الكبرى °م (°ف) | 26.4 (79.5)              | 26.6 (79.9)              | 25.5 (77.9)              | 23.9 (75.0)              | 22.1 (71.8)              | 20.4 (68.7)              | 20.0 (68.0)              | 20.9 (69.6)              | 21.7 (71.1)              | 22.3 (72.1)              | 23.5 (74.3)              | 25.3 (77.5)              | 23.2 (73.8)              |
| المتوسط اليومي °م (°ف)            | 21.1 (70.0)              | 21.3 (70.3)              | 20.3 (68.5)              | 18.2 (64.8)              | 15.8 (60.4)              | 13.9 (57.0)              | 13.4 (56.1)              | 14.2 (57.6)              | 15.4 (59.7)              | 16.7 (62.1)              | 18.1 (64.6)              | 19.8 (67.6)              | 17.4 (63.2)              |
| متوسط درجة الحرارة الصغرى °م (°ف) | 15.8 (60.4)              | 16.1 (61.0)              | 15.1 (59.2)              | 12.5 (54.5)              | 9.6 (49.3)               | 7.4 (45.3)               | 6.9 (44.4)               | 7.5 (45.5)               | 9.2 (48.6)               | 11.2 (52.2)              | 12.8 (55.0)              | 14.4 (57.9)              | 11.5 (52.8)              |
| معدل هطول الأمطار مم (إنش)        | 65 (2.6)                 | 71 (2.8)                 | 72 (2.8)                 | 43 (1.7)                 | 22 (0.9)                 | 19 (0.7)                 | 17 (0.7)                 | 28 (1.1)                 | 47 (1.9)                 | 80 (3.1)                 | 76 (3.0)                 | 70 (2.8)                 | 610 (24.1)               |
| المصدر: Climate-Data.org          |                          |                          |                          |                          |                          |                          |                          |                          |                          |                          |                          |                          |                          |